# Xiphorhynchus
Xiphorhynchus är ett släkte trädklättrare i familjen ugnfåglar inom ordningen tättingar. Släktet omfattar tolv arter med utbredning i Latinamerika från nordvästra Mexiko till norra Argentina och Bolivia:
- Strimmig trädklättrare (X. obsoletus)
- Cearáträdklättrare (X. atlanticus)
- Mindre trädklättrare (X. fuscus)
- Guyanaträdklättrare (X. pardalotus)
- Droppträdklättrare (X. ocellatus)
- Elegant trädklättrare (X. elegans)
- Marajóträdklättrare (X. spixii)
- Kakaoträdklättrare (X. susurrans)
- Beigestrupig trädklättrare (X. guttatus)
- Vitnäbbad trädklättrare (X. flavigaster)
- Svartstrimmig trädklättrare (X. lachrymosus)
- Fläckträdklättrare (X. erythropygius)
- Olivryggig trädklättrare (X. triangularis)